# 十大商帮
十大商帮为明清时代中国的十个大商帮。这十个大商帮是：晋商、徽商、陕商、福建闽商、广东粤商、江右(江西)赣商、洞庭（今苏州市西南太湖中洞庭东山和西山）苏商、宁波浙商、龙游浙商、山东鲁商等。

## 分布地区
- 晋商，山西；
- 徽商，徽州，今安徽黄山地区、安徽绩溪县、江西婺源县；
- 龙游商帮，今浙江中西部地区
- 宁波商帮，今浙江宁波地区
- 洞庭商帮，今江苏苏州市西南太湖中洞庭东山和西山
- 江西商帮，即“江右商帮”
- 广东商帮，即是广府商
- 陕西商帮，陕西
- 山东商帮
- 福建商帮，包括传统福建下四府商人，以及潮商还有一部分客家商人。

## 历史
明清时代中国的社会经济出现了一种十分引人注目的现象，就是地方商帮和大商人资本的兴起。明清时期初步形成的传统市场体系网络，正是有赖于作为市场主体的各个地方商帮来连接和组成的。而从中国现代化史的角度来看，经济史学家吴承明先生认为，大商人资本的兴起是中国16、17世纪现代化的因素之一。
明清时期的十大商帮中，以晋帮（山西商帮）和徽帮最为著名。他们是全中国商界举足轻重的商人集团，积聚了大量的商人资本。所谓“富室之称雄者，江南则推新安，江北则推山右”（谢肇浙《五杂俎》），指的就是徽州和山西商人。尤其是晋商，以其资金雄厚、活动范围广阔，居各帮之首。